# Charles Alston
Charles Henry Alston (Charlotte, 28 de novembro de 1907 – Nova Iorque, 27 de abril de 1977) foi professor, pintor e escultor afro-americano.

## Carreira
Foi um pintor, escultor, ilustrador, muralista e professor norte-americano que viveu e trabalhou no bairro nova-iorquino do Harlem. Alston foi ativo no Renascimento do Harlem; Alston foi o primeiro supervisor afro-americano do Projeto de Arte Federal da Works Progress Administration. Alston projetou e pintou murais no Hospital Harlem e no Golden State Mutual Life Insurance Building. Em 1990, o busto de Martin Luther King Jr. de Alston tornou-se a primeira imagem de um afro-americano exposta na Casa Branca.

## Grandes exposições
- A Force for Change, exposição coletiva, 2009, Spertus Museum, Chicago
- Canvasing the Movement, exposição coletiva, 2009, Reginald F. Lewis Museum of Maryland African American History & Culture[1][2]
- On Higher Ground: Seleções da Coleção Walter O. Evans, exposição coletiva, 2001, Henry Ford Museum, Michigan[3]
- Rapsódias em Preto: Arte do Renascimento do Harlem, exposição coletiva, 1998, Corcoran Gallery of Art, Washington, D.C.[4]
- In the Spirit of Resistance: African-American Modernists and the Mexican Muralist School, exposição coletiva, 1996, The Studio Museum in Harlem, Nova York[5]
- Charles Alston: Artista e Professor, 1990, Kenkeleba Gallery, Nova York
- Mestres e Alunos: A Educação do Artista Negro em Nova York, 1986, Jamaica Arts Center, Nova York[6]
- Exposição de Cem Anos de Pinturas e Esculturas, 1975, Art Students League of New York, New York
- Exposição individual, 1969, Huntington Hartford Gallery of Modern Art, Nova Iorque.
- Exposição individual, 1968, Fairleigh Dickinson University, Nova Jérsei
- Um Tributo aos Artistas Negros em Homenagem aos 100 Anos da Proclamação da Emancipação, exposição coletiva, 1963, Instituto Albany de História e Arte